# Tchintabaraden (département)
Tchintabaraden, ou Tchin-Tabaraden est un département du Niger, situé dans la région de Tahoua.

## Géographie

### Administration
Tchintabaraden est un département de la région de Tahoua.

Son chef-lieu est Tchintabaraden.
Son territoire se décompose en:
- communes urbaines : Tchintabaraden ;
- communes rurales : Kao, Tassara, Tillia.

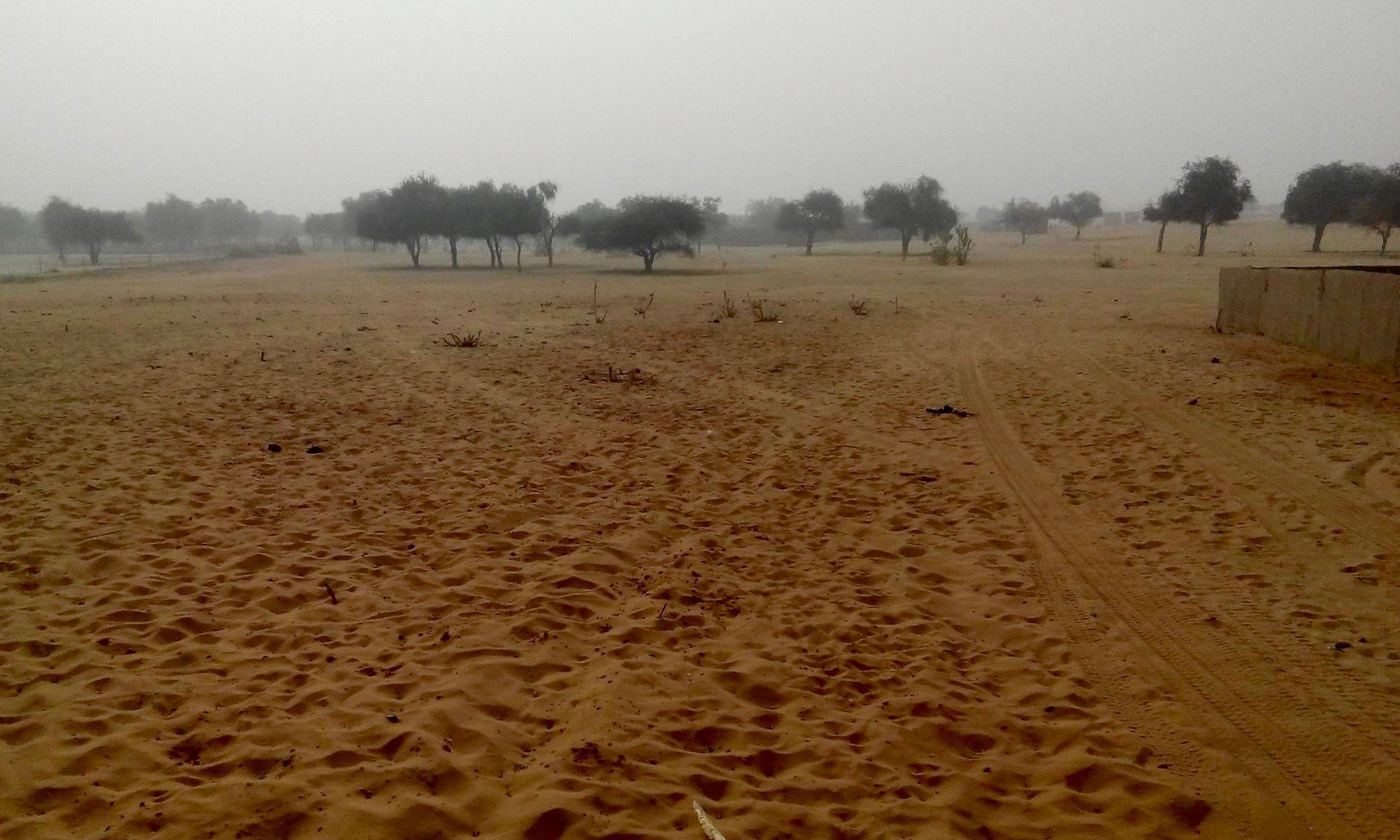
Paysage à l'est de la commune de Tchintabaraden, Niger.

### Situation
Le département de Tchintabaraden est entouré par :
- au nord-est : la région d'Agadez (département de Tchirozérine) ;
- à l'est : le département d'Abalak ;
- au sud : le département de Tahoua ;
- à l'ouest : la région de Tillabéri (département de Filingué), et le Mali.

## Population
La population est estimée à 124 337 habitants en 2011.
Elle est composée de quatre groupes ethniques les touaregs, les haoussas, les peuls et les arabes. On rencontre d'autres groupes ethniques comme le Djerma.
L’arrondissement de Tchintabaraden correspondait avant la création de celui d’Abalak en 1992 à l’espace géographique et social des Touareg Iwillimenden ou Kel Dinnig.
Le territoire de Tchintabaraden est un des départements du Niger où se pratique encore l'esclavage de nos jours.

## Économie
L'élevage est la principale activité économique du département. C'est un élevage de type extensif, notamment de petits ruminants. Les Touaregs sont les principaux vendeurs de ces ruminants et les principaux acheteurs sont les Haoussas.
L'agriculture est également citée dans les activités économiques, surtout dans la partie Sud du Département, sur le territoire de la commune rurale de Kao.
Le commerce et l'artisanat sont aussi des activités recensées, surtout dans la commune urbaine de Tchintabaraden.

## Histoire
Le département de Tchintabaraden a été l'un des espaces de la révolte de Kaocen en 1916-1917, rébellion matée par le pouvoir colonial français.
Tchintabaraden a été érigé en arrondissement à la faveur de la réforme administrative de 1964. Le village devient ainsi le point focal de l’ancienne confédération des Iwillimenden avec trois postes administratifs, Abalak, au Sud-est, Tillia à l’Ouest et Tassara au Nord-Est. Le point de départ du village de Tchintabaraden fut l’implantation en 1958-59 de l’école primaire nomade qui était jusqu’alors itinérante. Tchintabaraden restera pendant longtemps le seul gros village de l’arrondissement. Les chefs-lieux des postes administratifs connurent également un certain développement notamment Abalak (hors département de Tchintabaraden depuis la réforme de 1992) à cause de sa position favorable, sur la route bitumée Tahoua-Agadez.
La région a été la proie d'une famine en 1973-74, touchant l'ensemble du Sahel.
Le département du Tchintabaraden a été un foyer important de rébellion touareg. Ainsi, le 7 mai 1990, des Touaregs tentent de libérer des prisonniers dans la prison du chef-lieu mais l’opération tourne mal et l’armée s’en prend à toute la communauté touarègue, entraînant des combats qui feront, suivant les sources, entre 700 et 1 500 victimes. Cette attaque, et les représailles de l'armée, avait été précédée par l’assassinat, dans l’après-midi du 3 mai 1990, d’un garde forestier et de deux civils l’accompagnant dans l’arrondissement de Tchintabaraden. Ces évènements ont fait l'objet d'une enquête par Amnesty Internationale.

## Infrastructures
Le département est traversé du Nord au Sud par la Route nationale 22. Le lancement des travaux d’aménagement et de bitumage de la portion de cette route entre Kao et Tchintabaraden a été réalisé en présence du président de la république du Niger, Mahamadou Issoufou, le 20 octobre 2020.